# ГЕС Уйтес
ГЕС Huites (Luis Donaldo Colosio) — гідроелектростанція у мексиканському штаті Сіналоа. Знаходячись перед ГЕС Ель-Махоне, входить до складу каскаду на річці Фуерте, яка має устя на східному узбережжі Каліфорнійської затоки.
У межах проекту річку перекрили бетонною гравітаційною греблею висотою 166 метрів та довжиною 444 метри, яка потребувала 2,59 млн м3 матеріалу. Вона утримує водосховище з об'ємом 4568 млн м3, з яких 2408 млн м3 становлять корисний об'єм для виробництва електроенергії та забезпечення зрошення (коливання рівня поверхні між позначками 215 та 270 метрів НРМ), а ще 1102 млн м3 (до позначки 290 метрів НРМ) зарезервовані для протиповеневих заходів.
Через напірні водоводи діаметром по 7,8 метра ресурс надходить до пригрблевого машинного залу. Основне обладнання станції становлять дві турбіни типу Френсіс потужністю по 211 МВт, які працюють при напорі від 63 до 116 метрів (номінальний напір 97 метрів) та забезпечують виробництво 875 млн кВт-год електроенергії.
Видача продукції відбувається по ЛЕП, розрахованій на роботу під напругою 230 кВ.